# Сентер Тауншип (округ Грін, Пенсільванія)
Сентер Тауншип (англ. Center Township) — селище (англ. township) в США, в окрузі Грін штату Пенсільванія. Населення — 1113 особи (2020).

## Демографія
Згідно з переписом 2010 року, у селищі мешкало 1267 осіб у 484 домогосподарствах у складі 363 родин. Було 572 помешкання
Расовий склад населення:
| - 98,7 % — білих - 0,2 % — чорних або афроамериканців - 0,1 % — вихідців з тихоокеанських островів |

До двох чи більше рас належало 0,8 %. Частка іспаномовних становила 0,6 % від усіх жителів.
За віковим діапазоном населення розподілялося таким чином: 22,4 % — особи молодші 18 років, 60,3 % — особи у віці 18—64 років, 17,3 % — особи у віці 65 років та старші. Медіана віку мешканця становила 43,8 року. На 100 осіб жіночої статі у селищі припадало 102,7 чоловіків;  на 100 жінок у віці від 18 років та старших — 98,6 чоловіків також старших 18 років.
Середній дохід на одне домашнє господарство  становив 82 430 доларів США (медіана — 70 489), а середній дохід на одну сім'ю — 91 835 доларів (медіана — 70 529). Медіана доходів становила 53 333 долари для чоловіків та 36 364 долари для жінок. За межею бідності перебувало 9,5 % осіб, у тому числі 9,5 % дітей у віці до 18 років та 13,8 % осіб у віці 65 років та старших.
Цивільне працевлаштоване населення становило 564 особи. Основні галузі зайнятості: освіта, охорона здоров'я та соціальна допомога — 28,9 %, будівництво — 12,2 %, сільське господарство, лісництво, риболовля — 12,1 %.